# Colpospira mediolevis
Colpospira mediolevis is een slakkensoort uit de familie van de Turritellidae. De wetenschappelijke naam van de soort is voor het eerst geldig gepubliceerd in 1910 door Verco.